# Politisk økonomi
Politisk økonomi er studiet af samspillet mellem politik og økonomi nationalt og internationalt. Modeller og metoder stammer fra både økonomi og statskundskab.
Tidligere anvendtes begrebet politisk økonomi (political economy) af de klassiske økonomer til at betegne det, man i dag kalder nationaløkonomi, men denne betegnelse gik af brug sidst i 1800-tallet.
Begrebet bør ikke forveksles med økonomisk politik. Mens det sidstnævnte omhandler alle former for konkrete tiltag, som offentlige myndigheder foretager for at påvirke samfundsøkonomien, eksempelvis finanspolitik, pengepolitik og strukturpolitik, omhandler politisk økonomi studiet af de mere grundlæggende spilleregler for den proces, der fører til udformningen af den økonomiske politik.

## Historisk brug af udtrykket
De klassiske økonomer som Adam Smith, David Ricardo, Karl Marx og andre, der udviklede den økonomiske videnskab i 1700- og 1800-tallet, anvendte udtrykket political economy om deres studier af produktion, handel og fordelingen af den nationale indkomst og formue. Studiet handlede om stater, der på engelsk også kan kaldes polities, deraf udtrykket political economy. Verdens første professorat i politisk økonomi blev oprettet i 1754 i Napoli. I 1805 blev Thomas Malthus Englands første professor i politisk økonomi.
De neoklassiske økonomer, hvis tænkning erstattede de klassiske økonomers fra omkring 1870'erne, foretrak imidlertid udtrykket economics i stedet for political economy om deres forskningsområde. William Stanley Jevons anbefalede således economics for ordets korthed og med håbet om, at udtrykket ville blive et anerkendt begreb for den økonomiske videnskab. Med udgivelsen af Alfred Marshalls lærebog Principles of Economics i 1890, der blev standardlærebogen for flere generationer af økonomistuderende, blev det nye udtryk knæsat. På University of Glasgow, hvor Adam Smith havde været professor, varede det dog indtil 1998, før universitetets økonomiske institut ændrede sit navn fra Department of Political Economy til Department of Economics. Indtil 1998 kunne skotske økonomer altså stadig få en kandidatgrad i politisk økonomi.

## Anvendelse i dag
I dag refererer "politisk økonomi" normalt til tværvidenskabelige studier, der trækker på økonomi, sociologi og statskundskab for at forklare, hvordan institutioner, det politiske miljø og økonomiske systemer - kapitalistiske, socialistiske og blandingsøkonomier - påvirker hinanden. Den videnskabelige JEL-klassificering associerer politisk økonomi med tre delområder: regeringers rolle og/eller magtforhold i ressourceallokeringen for forskellige typer af økonomiske systemer (JEL:P), international politisk økonomi, der undersøger de økonomiske konsekvenser af internationale forhold (JEL:F5), og økonomiske modeller for politiske processer (JEL:D72). Det sidste område, som i høj grad har udspring fra public choice-teorien fra 1960'erne, ser vælgere, politikere og embedsmænd som aktører, der optræder rationelt ud fra bestemte, f.eks. egennytte-maksimerende, kriteriefunktioner.